# (228135) Sodnik
(228135) Sodnik est un astéroïde de la ceinture principale.

## Description
(228135) Sodnik est un astéroïde de la ceinture principale. Il fut découvert le 13 septembre 2009 à l'Observatoire du Teide (téléscope OGS de l'Agence spatiale européenne) par Matthias Busch et Rainer Kresken. Il présente une orbite caractérisée par un demi-grand axe de 2,76 UA, une excentricité de 0,10 et une inclinaison de 2,9° par rapport à l'écliptique.

## Compléments